# Cmentarz Hutniczy w Gliwicach

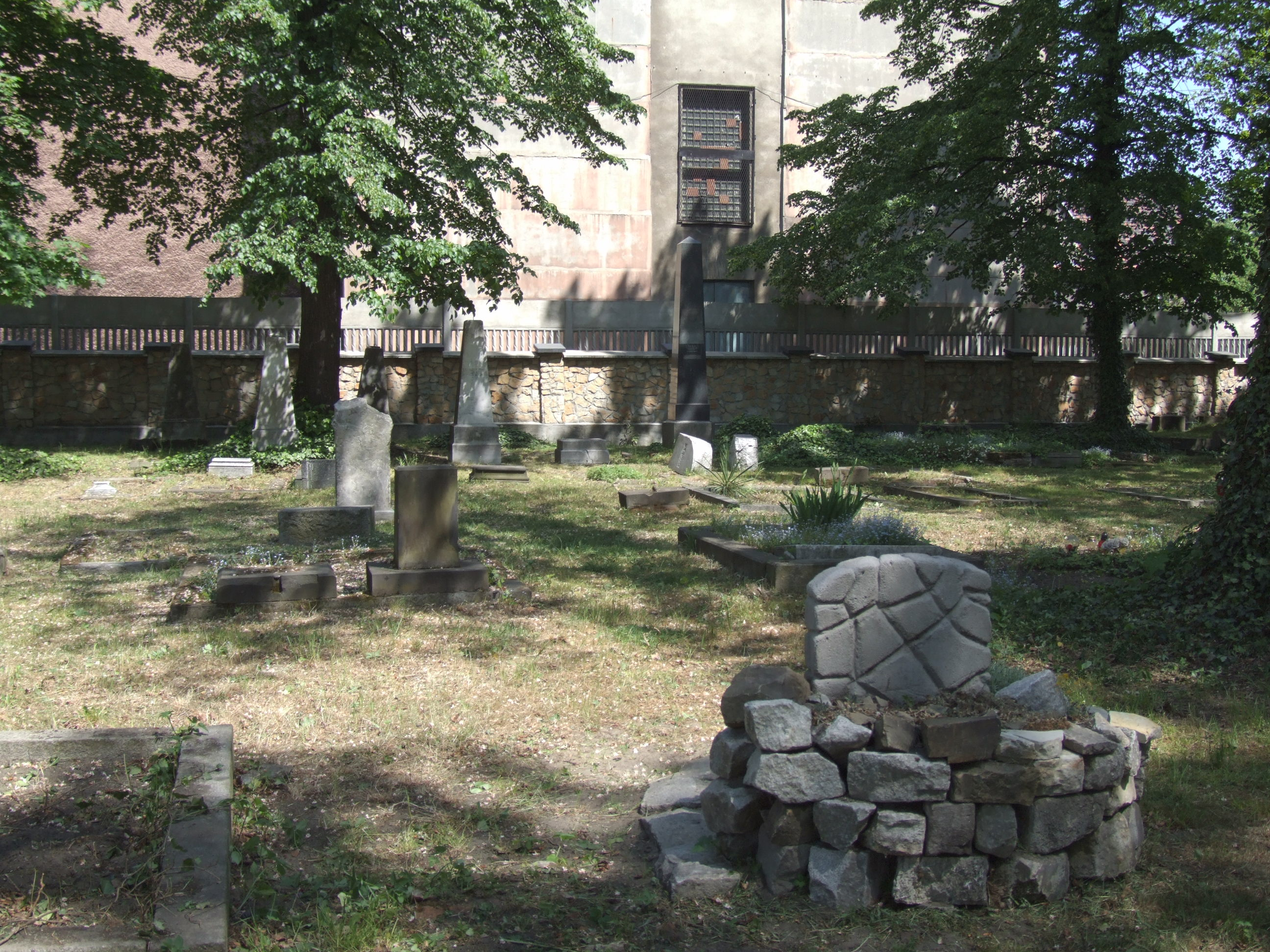
Cmentarz Hutniczy obecnie

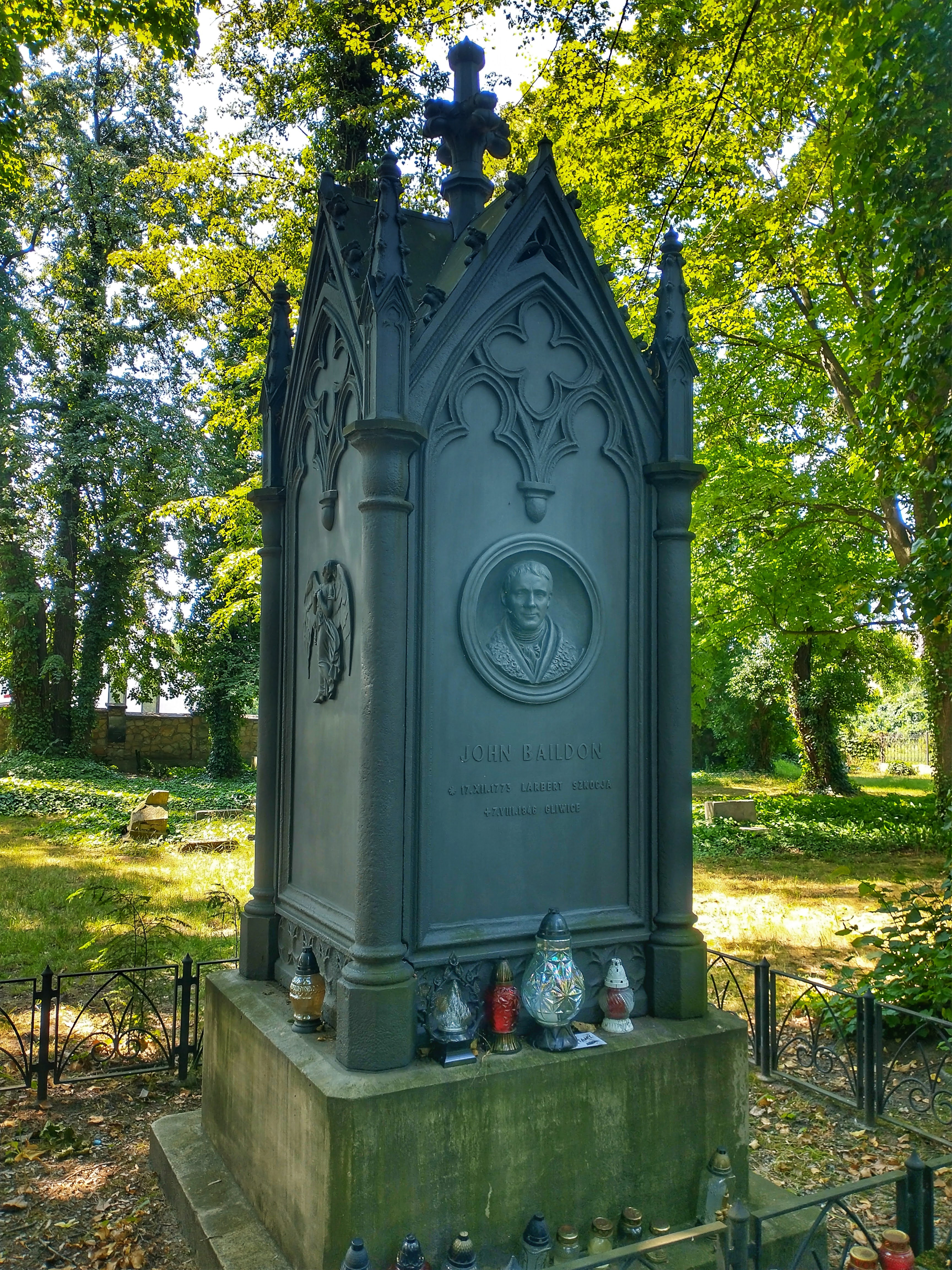
Grób Johna Baildona

Cmentarz Hutniczy (niem. Hüttenfriedhof) — zabytkowa nekropolia, znajdująca się w gliwickiej dzielnicy Politechnika, przy ulicy Robotniczej (dawnej Kalidestraße). 

## Założenie
Niewielki (0,57 ha) cmentarz wytyczono w pobliżu pruskiej Królewskiej Odlewni Żeliwa (powszechnie nazywanej hutą) na planie prostokąta. Główną oś cmentarza otwierała brama, za nią rozpoczynała się główna aleja, strzeżona przez żeliwne lwy autorstwa Johanna G. Schadowa (podobne, odlane przy pomocy tego samego, oryginalnego modelu zachowanego do dziś w GZUT, stoją do dzisiaj przed Palmiarnią Miejską). Na końcu znajdowała się neoklasycystyczna kaplica. Cmentarz słynął z rzeźb i innych żeliwnych ozdób grobowych, odlewanych w zakładach - znajdowały się tutaj liczne groby i grobowce z kamieni naturalnych, często otoczonych żelaznymi kratami.

## Historia
Cmentarz został założony w roku 1808 przez zarząd Królewskiej Odlewni Żeliwa. Chowano tutaj osoby zasłużone dla rozwoju przemysłu w Gliwicach, szczególnie dla odlewnictwa oraz hutnictwa. Cmentarz, jako z założenia "zakładowy", był nekropolią wielowyznaniową - chowano tutaj głównie osoby wyznania ewangelickiego (przez pewien czas służył także parafii ewangelickiej), ale również katolików.
W XIX wieku pochowano tutaj wiele znanych postaci gliwickiego i górnośląskiego przemysłu, m.in. Johna Baildona (uważanego za ojca współczesnego hutnictwa), Johanna Schulze (wieloletniego dyrektora i współtwórcę odlewni), Christopha Mendla (pierwszego modelarza odlewni), hrabiego Ferdinanda Einsiedla (dyrektora generalnego) oraz Theodora Erdmanna Kalidego (znanego rzeźbiarza). Chowano tutaj również członków ich rodzin oraz licznych specjalistów i inspektorów gliwickich zakładów. W 1833 r. na cmentarzu stanął klasycystyczny grobowiec wspomnianego wyżej starosty górniczego hrabiego von Einsiedla.
Pochówków nie zaniechano również i w XX wieku. W Niedzielę Palmową dnia 9 kwietnia 1922 roku doszło na cmentarzu do tragedii - w grobowcu hrabiego von Einsiedla członkowie Selbstschutzu ukryli broń i ładunki wybuchowe. Podczas przeszukania grobowca przez żołnierzy francuskich doszło do eksplozji - kilkunastu Francuzów, żołnierzy stacjonujących wówczas w mieście w ramach nadzoru wojsk sojuszniczych nad spornymi terenami Gónego Śląska, poniosło śmierć (podawane są różne dane - od 18 do 22), a grobowiec i część cmentarza została zniszczona. Grobowiec odbudowano w 1925 jako kaplicę cmentarną.
W okresie II wojny światowej na cmentarzu mieli spocząć też więźniowie filii obozu koncentracyjnego, znajdującego się na terenie odlewni. Po wojnie po zewnętrznej stronie cmentarza pochowano ofiary epidemii tyfusu wśród jeńców niemieckich, zdarzyło się także kilka pochówków cywilnych. W pierwszych latach po zakończeniu II wojny światowej cmentarz służył mieszkańcom dzielnicy - osobom w większości przybyłym zza (nowo powstałej) wschodniej granicy Polski. Ostatni pochówek miał miejsce 10 maja 1949 roku.
Potem nastąpiła stopniowa i planowa dewastacja z powodów ideologicznych i nacjonalistycznych przez Polaków przybyłych na te tereny po 1945 roku oraz polskie ówczesne władze. Skuwano niemieckie napisy, niszczono nagrobki, a zdobione, żelazne elementy przetapiano. Nekropolia powoli przestawała istnieć. Kaplicę cmentarną rozebrano w latach 60. XX wieku. Obecnie, od początku pierwszej dekady XXI w., cmentarz jest stopniowo rekonstruowany wysiłkiem społecznym.

## Odbudowa cmentarza
W 2002 cel ratowania cmentarza podjęła grupa zapaleńców, którzy od 2004 roku działają formalnie jako zarejestrowane Stowarzyszenie Na Rzecz Dziedzictwa Kulturowego Gliwic „Gliwickie Metamorfozy”. Powycinano bujną roślinność, rozpoczęto porządkowanie terenu, a także ratowanie nielicznych nagrobków i grobowców oraz pozostałości po nich. Parcelę otoczono nowym murem. Projekt ogrodzenia wykonało stowarzyszenie, prace sfinansowało miasto; stanęła też nowa brama, nawiązująca do przedwojennej. Stowarzyszenie odrestaurowało żeliwny krzyż znajdujący się w głównej alei. 
Od momentu rozpoczęcia prac renowacyjnych w planach znajdowało się przywrócenie na teren cmentarza odrestaurowanego przed laty przez miasto nagrobka Johna Baildona, który - ze względów bezpieczeństwa - znajdował się długi czas na terenie GZUTu w Gliwicach. Niespodziewanie nagrobek powrócił pod koniec lipca 2012 roku na swoje miejsce. Uroczystości związane z powrotem tej cennej, historycznej pamiątki odbyły się 9 września 2012 roku.
Cmentarz został objęty monitoringiem, a na murach pojawiły się tablice informacyjne z biogramami pochowanych osób wraz z dawną lokalizacją ich grobów (w przypadkach, kiedy udało się je zlokalizować).